# أوليا إيفانيسكي
أوليا (أولغا) إيفانيسكي (بالصربية:Оља Ивањицки، ولدت في 10 مايو 1931 وتوفيت في 24 يونيو 2009) رسامة ونحاتة وشاعرة صربية مشهورة، وتعد من الفنانين اليوغوسلافيين الأكثر شعبية في القرن العشرين.

## حياتها وعملها والجوائز التي حصلت عليها

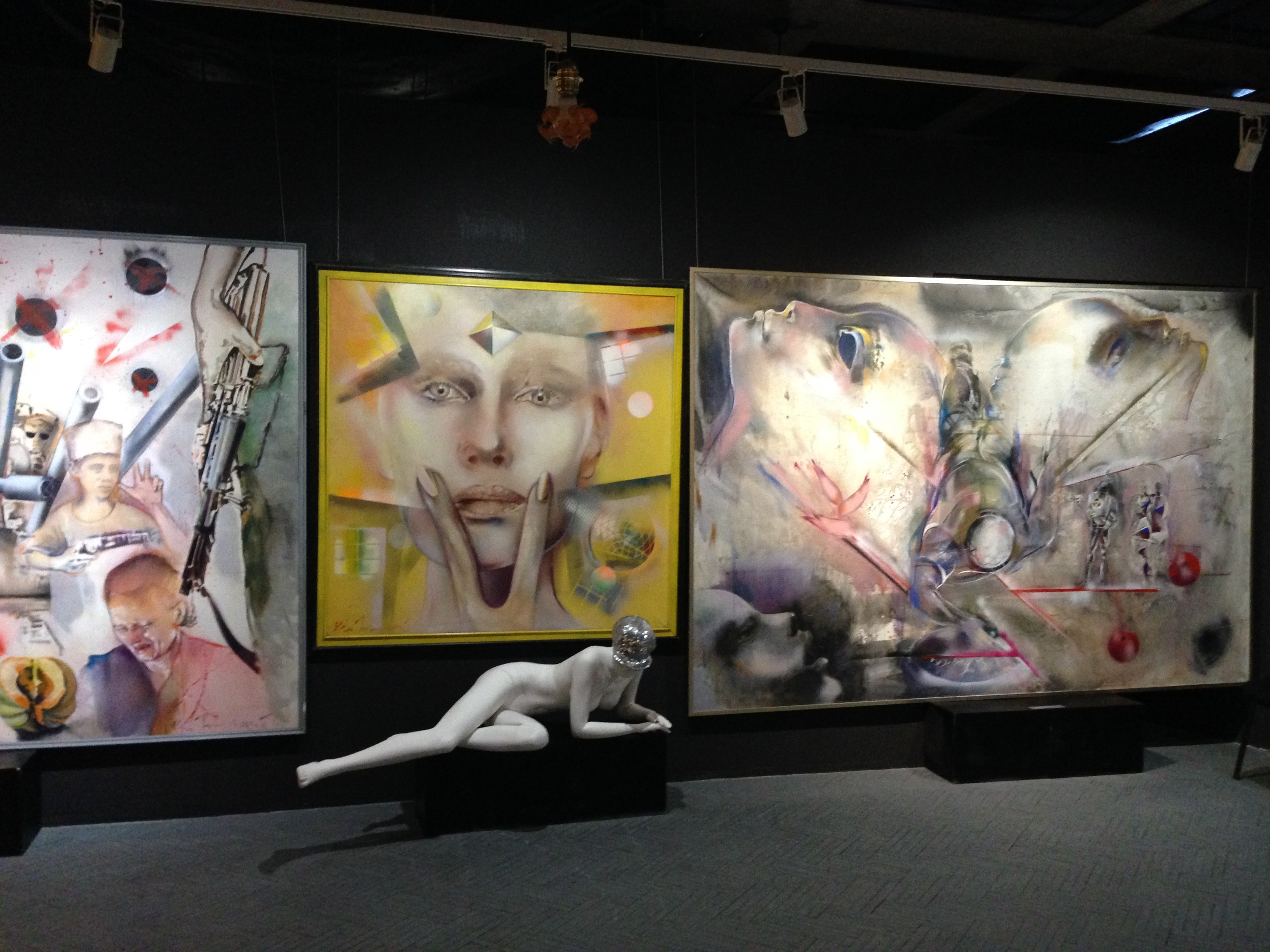
إرث إيفانيسكي في متحف صربيا التاريخي، 2017

ولدت أولغا إيفانيسكي، وهي ابنة لمهاجرين روس في بانشيفو في مقاطعة دانوب بانوفينا. درست في أكاديمية الفنون الجميلة في بلغراد، وتخرجت في عام 1957، وفي نفس العام كانت المرأة الوحيدة من بين مؤسسي ميديالا بلغراد، وهي مجموعة فنية مكونة من الرسامين والكتاب والمهندسين المعماريين مثل ليونيد شيكا, فلاديمير فيليشكوفيتش, ليوبومير ببوفيتش, ميودراج دوريتش وبعض الشخصيات الأخرى. في عام 1962، منحت منحة من مؤسسة فورد لمواصلة الدراسات الفنية في الولايات المتحدة، وفي عام 1978 اختيرت كفنان مقيم عن طريق برنامج فولبرايت  في كلية رود آيلاند للتصميم.
كان لها أكثر من تسعين معرضا فرديا وشاركت في العديد من المعارض الجماعية الوطنية والدولية. توجد أعمالها في العديد من المتاحف وصالات العرض والمجموعات الخاصة في جميع أنحاء العالم. تأثر رسم إيفانيسكي بالرمزية والسريالية وفن البوب والفن الفنتازي.
خلال حياتها المهنية، حصلت الفنانة على بعض الجوائز، بما في ذلك جائزة فوك للإنجاز مدى الحياة (Vukova nagrada, 1988) وجائزة السابع من يوليو جائزة (Sedmojulska nagrada ، 1988)، وجائزة كاريتش.

## وصلات خارجية
- أوليا إيفانيسكي على موقع IMDb (الإنجليزية)

الموقع الرسمي من قبل مؤسسة أولغا إيفانيسكي

## طالع
- قائمة الرسامين من صربيا
- قائمة المعماريين الصرب